# Zamek Liptowski
Zamek Liptowski (również: Stary Zamek Liptowski, Zamek Sielnicki; słow. Liptovský hrad, Liptovský Starý hrad, Sielnický hrad) – ruiny średniowiecznego zamku obronnego na południowym skraju Gór Choczańskich, w Liptowie, obecnie na pograniczu powiatów Liptowski Mikułasz i Rużomberk. Był to najwyżej położony zamek na terenie dzisiejszej Słowacji, jak i jeden z najwyżej położonych zamków w całej Europie Środkowej.
Ruiny wznoszą się na szczycie Sestrč (999 m n.p.m.) w grupie Sielnickich Wierchów (słow. Sielnické vrchy), pomiędzy Doliną Sesterską na wschodzie a Doliną Kalameńską na zachodzie, ponad dzisiejszymi wsiami Bukovina i Kalameny. Zamek stał na skalistym wierchu, z dwóch stron obrywającym się pionowymi skalnymi ścianami, a z dwóch opadającym bardzo stromymi stokami. W podszczytowych skałach znajduje się niewielka jaskinia, która była zamieszkana przez człowieka już w eneolicie. Na szczycie natomiast znajdowało się otoczone półokrągłym wałem ziemnym grodzisko kultury halsztackiej, z którą zapewne są związane dawniejsze znaleziska przedmiotów brązowych.
Zamek został zbudowany z rozkazu króla Węgier Beli IV na miejscu starszego, opuszczonego grodziska z I w. p.n.e., zapewne krótko po wielkim najeździe „tatarskim” z lat 1241–1242. Po raz pierwszy był wzmiankowany pisemnie w 1262, w jednym z listów tego władcy. W roku 1287 przebywał w nim przez jakiś czas król Władysław IV Kumańczyk.
Warownia strzegła zachodniej części Kotliny Liptowskiej, w tym ruchliwego szlaku handlowego biegnącego Doliną Sesterską na Orawę i dalej do Polski. Władali nią: potężny Mateusz Czak oraz (w latach 1313-1337) zwoleński żupan Doncz. Od 1340 r. był siedzibą żupanów Liptowa. Należało do niego rozległe „państwo” feudalne, do czasu budowy zamków w Likawie i Liptowskim Hradku obejmujące cały Liptów, a nawet niektóre wsie po północnej stronie wału Gór Choczańskich (np. Malatiná).
Pierwotny zamek składał się z wieży mieszkalnej i niewielkiego dziedzińca otoczonego murem z dwoma bramami. W ciągu XIII i XIV w. był wielokrotnie niszczony i znów odbudowywany. W latach 1431–1434 znajdował się we władaniu wojsk husyckich. Zniszczony w 1447 jako gniazdo rycerzy-rozbójników, od 1454 pozostawał we władaniu Pongráca, który odbudował część mieszkalną założenia, a sam zamek umocnił wysuniętym murem kurtynowym.
Po nim od 1459 zamkiem władał polski magnat Piotr Komorowski, który sprzyjał Jagiellonom w ich usiłowaniach zdobycia tronu węgierskiego. Po nieudanej wyprawie w 1471 młodziutkiego Kazimierza Jagiellończyka po koronę Świętego Stefana, Maciej Korwin zmusił Komorowskiego do oddania zamku, który w 1474 rozkazał spalić i zburzyć. Uczyniono to tak skutecznie, że do naszych czasów dochowały się na powierzchni jedynie niewielkie fragmenty murów. W późniejszych czasach ruiny, jeśli były wspominane, występowały pod nazwami Pustý hrad, Starý hrad, a w języku węgierskim jako Óvar.
Przez długi czas obiekt, m.in. z racji swego trudno dostępnego położenia, pozostawał zapomniany. Odmienił to dopiero rok 1976, gdy podjęto tu pierwsze prace wykopaliskowe, którymi kierował dr Václav Hamuliak.
W latach 80. XX wieku zamek był terenem rozległych prac archeologicznych, w trakcie których dobrze poznano jego rozwój architektoniczny oraz zabezpieczono odnalezione wykopaliska, w tym fragmenty murów pałacu mieszkalnego, cysternę na wodę i część murów obronnych.
Pozostałości zamku są dostępne dla zwiedzających. Na zamek prowadzą znakowane szlaki turystyczne:
- czerwony z Bukoviny przez Sedlo pod Kráľovou – ok. 2 h
- żółty z Kalamen przez Sedlo pod Kráľovou – ok. 1 h 45 min
- żółty z Kalamen przez Sedlo poľana – ok. 2 h 15 min